# ДонбасАеро
ДонбасАеро — колишня українська авіакомпанія, що базувалась у Донецьку.

## Історія
Донецьке авіапідприємство, що стало основою авіакомпанії, було засновано в 1933 році. В 1982 році розпочалась експлуатація літаків Як-42. У жовтні 1991 р. Донецький об'єднаний авіазагін був перейменований в «Донецьке авіапідприємство». В кінці лютого 1998 р. «Донецьке авіапідприємство» отримало нову назву — Донецька державна авіакомпанія «Донбас — Східні авіалінії України».
З 1 жовтня 2003 року авіакомпанія має наступний статус — комунальне підприємство Донецької обласної ради авіакомпанія «Донбасаеро».
01 липня 2005 року був придбаний перший Airbus A320, 21 червня 2006 за ним був придбаний другий.

### Банкрутство
Наприкінці 2012 року майже всі літаки з флоту ДонбасАеро були переведені в парк Рози Вітрів, а сама авіакомпанія повідомила співробітникам про планові масштабні скорочення.
12 грудня 2012 року власники авіакомпанії ухвалили рішення про подачу до суду заяви про банкрутство. 10 січня 2013 року Господарчий суд Донецької області ввів мораторій на задоволення вимог кредиторів і назначив управляючим санацією в 6 місяців, голову Донбасаеро Олега Новікова.
З 14 березня 2013 Державіаслужба України призупинила дію сертифіката експлуатанта авіакомпанії Донбасаеро.

## Мережа ліній
Авіакомпанія обслуговувала внутрішні лінії України з основними містами Донецьк, Київ, Харків, Одеса, Дніпро, Чернівці, Сімферополь. На міжнародних напрямках авіакомпанією обслуговувались Москва, Вільнюс, Рига, Мюнхен, Стамбул, Дубай, а також середземноморські курорти.

### Авіарейси[4]
| Місто виліту (аеропорт) | Місто прибуття (аеропорт) |
| ----------------------- | --- |
| Дніпро                  | Київ |
| Донецьк                 | Анталія, Афіни, Баку, Бейрут, Будрум, Відень, Даламан, Дубай, Єреван, Київ, Ларнака, Москва, Мюнхен, Одеса, Сімферополь, Стамбул, Тбілісі, Халеб, Хургада, Шарм-ель-Шейх. |
| Київ                    | Вільнюс, Ґянджа, Донецьк, Єреван, Москва, Одеса, Рига, Сімферополь, Харків.                                                                                               |
| Одеса                   | Баку, Донецьк, Дубай, Єреван, Київ, Мюнхен, Рига, Стамбул, Хургада, Шарм-ель-Шейх.                                                                                        |
| Сімферополь             | Вільнюс, Донецьк, Київ, Рига, Стамбул, Харків. |
| Харків                  | Анталія, Київ, Сімферополь. |
| Чернівці                | Афіни |

## Флот

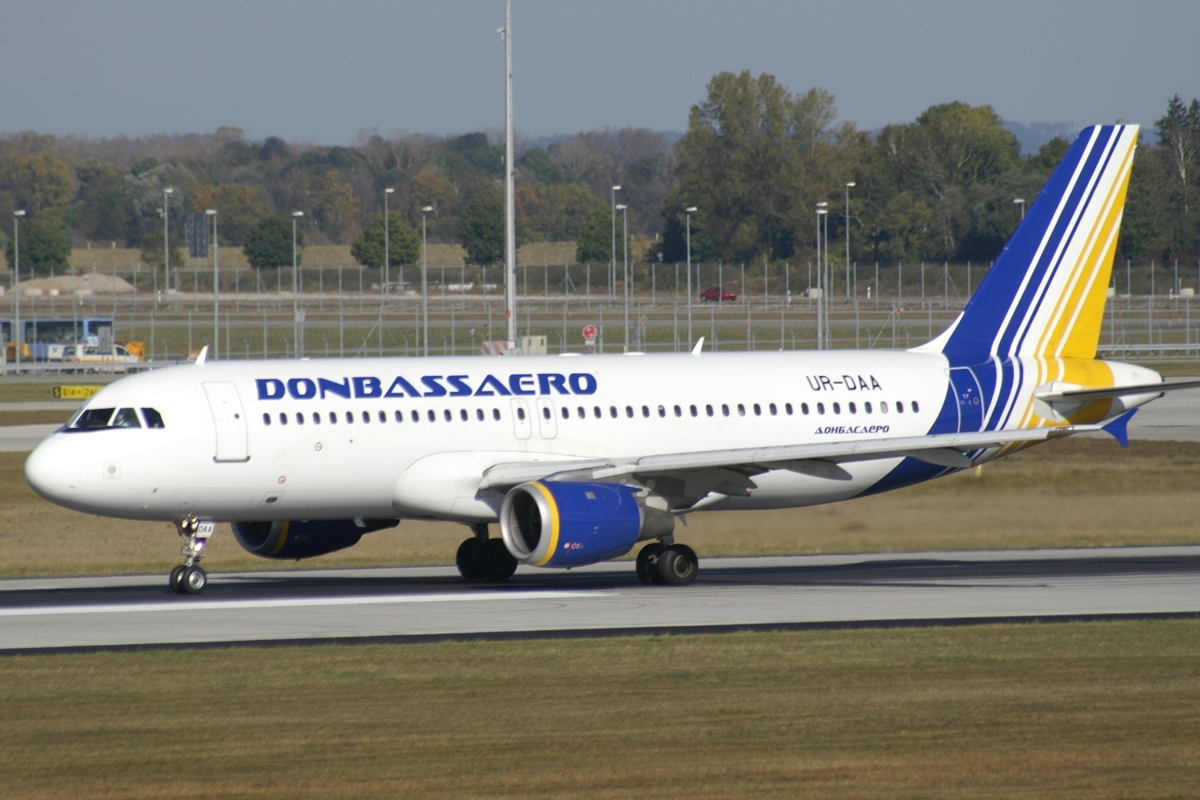
Airbus A320 Донбасаеро в Мюнхенському аеропорту

| №  | Реєстраційний номер | Модель літака   | Серійний номер | Перший політ | Історія                                             | Фото                                              |
| -- | ------------------- | --------------- | -------------- | ------------ | --------------------------------------------------- | ------------------------------------------------- |
| 1  | UR-DAA              | Airbus A320-211 | 85             | 17.10.1989   | + [Архівовано 30 листопада 2012 у WebCite]          | + [Архівовано 14 жовтня 2012 у Wayback Machine.]  |
| 2  | UR-DAB              | Airbus A320-231 | 230            | 02.07.1991   | + [Архівовано 30 листопада 2012 у WebCite]          | + [Архівовано 23 березня 2013 у Wayback Machine.] |
| 3  | UR-DAC              | Airbus A320-233 | 733            | 18.09.1997   | + [Архівовано 30 листопада 2012 у WebCite]          | + [Архівовано 22 жовтня 2012 у Wayback Machine.]  |
| 4  | UR-DAD              | Airbus A320-232 | 747            | 20.10.1997   | + [Архівовано 30 листопада 2012 у WebCite]          | + [Архівовано 3 жовтня 2012 у Wayback Machine.]   |
| 5  | UR-DAE              | Airbus A320-211 | 235            | 01.08.1991   | + [Архівовано 20 листопада 2012 у Wayback Machine.] | + [Архівовано 18 жовтня 2012 у Wayback Machine.]  |
| 6  | UR-DAF              | Airbus A321-231 | 1869           | 13.11.2002   | + [Архівовано 17 листопада 2012 у Wayback Machine.] | + [Архівовано 20 березня 2013 у Wayback Machine.] |
| 7  | UR-DAH              | Airbus A320-212 | 645            | 20.11.1996   | + [Архівовано 30 листопада 2012 у WebCite]          | + [Архівовано 16 жовтня 2014 у Wayback Machine.]  |
| 8  | UR-DAI              | Airbus A320-212 | 579            | 08.02.1996   | + [Архівовано 30 листопада 2012 у WebCite]          | + [Архівовано 16 березня 2013 у Wayback Machine.] |
| 9  | UR-DAJ              | Airbus A320-232 | 760            | 20.11.1997   | + [Архівовано 30 листопада 2012 у WebCite]          | + [Архівовано 14 жовтня 2012 у Wayback Machine.]  |
| 10 | UR-DAK              | Airbus A320-211 | 662            | 07.02.1997   | + [Архівовано 13 травня 2011 у WebCite]             | + [Архівовано 18 жовтня 2012 у Wayback Machine.]  |

## Співпраця
27 лютого 2007 року було оголошено про створення стратегічного альянсу з авіакомпанією АероСвіт.